# بافل كوروبكوف
بافل كوروبكوف (بالروسية: Коробков, Павел Валерьевич) مواليد 18 أكتوبر 1990 في كولستان، الجمهورية الروسية السوفيتية الاتحادية الاشتراكية، الاتحاد السوفيتي، هو لاعب كرة سلة روسي. بدأ مسيرته الاحترافية في سنة 2012. يحمل الرقم 12. يبلغ طوله 6 قدم 9 بوصة (2.1 م). لعب مع نيجني نوفغورود ونادي سسكا موسكو لكرة السلة.

## روابط خارجية
- بافل كوروبكوف على موقع الاتحاد الدولي لكرة السلة (الإنجليزية)
- بافل كوروبكوف على موقع الدوري الأوروبي لكرة السلة (الإنجليزية)
- بافل كوروبكوف على موقع كرة السلة الأوروبية.كوم (الإنجليزية)
- بافل كوروبكوف على موقع DraftExpress.com (الإنجليزية)
- بافل كوروبكوف على موقع ريلجم (الإنجليزية)
- بافل كوروبكوف على موقع بروبوليرز (الإنجليزية)
- بافل كوروبكوف على موقع سبورتس رفرنس (الإنجليزية)